# Kawai Tsugunosuke

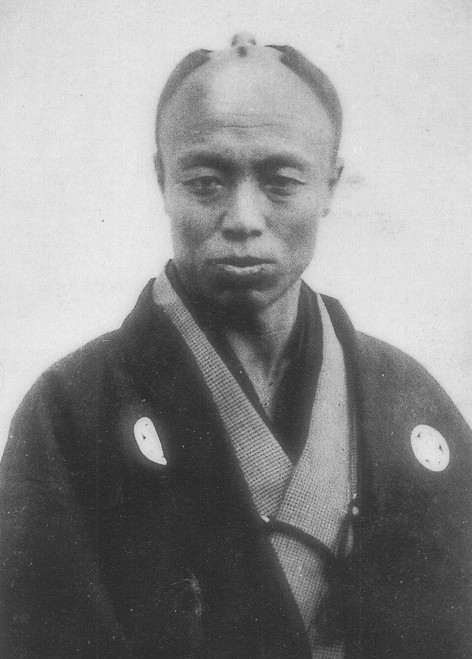
Kawai Tsugunosuke

Kawai Tsugunosuke (japanisch 河井 継之助; geboren 27. Januar 1827 in Nagaoka (Provinz Echigo); gestorben 1. Oktober 1868) war ein hoher japanischer Samurai der späten Edo-Zeit.

## Leben und Wirken
Kawai Tsugunosuke wurde als ältester Sohn des Schatzmeisters Kawai Akinori (河井 秋紀), der mit dem Maler Shamon Ryōkan (沙門 良寛) eng befreundet war, in der Burgstadt Nagaoka geboren. Sein Rufname war „Akiyoshi“ (秋義), sein Go „Sōryūkutsu“ (蒼竜窟). Mit 17 wurde er nach japanischer Weise „volljährig“ (元服, Gempuku). Im folgenden Jahr zerriss er ein Huhn und schwor, der Lehre des Neokonfuzianisten Wang Shouren zu folgen. Er hatte von Natur aus einen starken Willen und lernte Fechtkunst unter Kitō Rokuzaemon (鬼頭 六左衛門) und Literatur unter dem Konfuzianisten Yamada Ainosuke (山田 愛之助).
1853 ging Kawai nach Edo und bildete sich unter Saitǒ Setsudō (1797–1865), einem Vertreter der Cheng-Zhu-Schule, weiter. Dann nahm er Unterricht bei Koga Kin’ichirō (古賀謹一郎) in dessen Schule „Kyukeisha“ (久敬舎) und eine Zeitlang auch bei Sakuma Shōzan (佐久間 象山), bei dem er einiges über das Ausland lernte. Im folgenden Jahr wurde er in Nagaoka als „Einschätzer“ (評定方, Hyōjōkata) berufen, trat das Amt jedoch nicht an, kündigte und ging wieder nach Edo.
1859 studierte Kawai bei dem Gelehrten Yamada Hōkoku (山田方谷; 1804–1877) in Matsuyama (Bitchū), reiste nach Nagasaki, um sein Wissen zu verbreiten, und kehrte im folgenden Sommer in seine Heimat zurück. Im Juli 1865 trat er das Amt (外様吟味役, Tōzama gimmiyaku) an, im Oktober wurde er Landkreiskommisar (郡奉行, Kōri-bugyō), im folgenden Jahr zusätzlich Stadtkommissar (町奉行, Machi-bugyō), dann auch Mitglied des Ältestenrates (年寄役) des Bakufu.
1868 wurde Kawai Hausältester seines Fürsten und setzte sich im Juni als Militärgouverneur für bewaffnete Neutralität im Boshin-Krieg ein. Es kam zu einer Verhandlung mit Vertretern der neuen Regierung, die aber ergebnislos verlief. So kam es zu heftigen kriegerischen Auseinandersetzungen, wobei er bei der Verteidigung der Burg Nagaoka schwer verletzt wurde. Der Arzt Matsumoto Ryōjun (松本 良順; 1832–1907) versuchte ihm zu helfen, aber Kawai starb am 16. August in Aizu-Shiozawa (会津塩沢).
Der Schriftsteller Shiba Ryōtarō (1923–1996) widmete Kawai 1968 ein Buch mit dem Titel „Tōge“ (峠) – „Der Bergpass“. Das Buch wurde unter Shibas Mitwirkung verfilmt.
In Nagaoka gibt es das „Gedächtmuseum Kawai Tsugunosuke“ (河井継之助記念館).